# Gatecoin
Gatecoin是一家成立於香港的比特幣交易服務。於2013年七月創辦，這家公司的創辦人 － Aurélien Menant先前是一位投資銀行家。 這家公司是香港唯一一家由香港科技園(Hong Kong Science and Technology Parks Corporation)入資的機構，並且是香港政府旗下的法定機構。Gatecoin也得到了南京清華科技園的入資。截至2015年的第一季度，Gatecoin已經從天使投資者的籌集資金中籌得了美金五十萬元。.
Gatecoin在2016年一月加入了科技金融加速器Super Charger的加速計畫(accelerator program)。這項計畫是由百度和渣打銀行出資贊助而成的。

2019年5月30日， Gatecoin在網站公告上表示，被香港法院頒令清盤，委任臨時清盤人並即時停止業務。

## 服務
Gatecoin是第一家為歐洲的隔離銀行帳戶(segregated bank account)提供比特幣交易的公司，同時，也是香港第一家率先取得授權的金錢服務經營者。一篇由CoinDesk編寫的報導解釋道：“這就代表說，有別於公司本身的資金，客戶的資金正儲存在一個不同的銀行戶口裡。因此，如果該公司遇到了一個人力不可抗的財政狀況，並且已將公司的儲備資金耗盡，客戶依舊可以取回自己的資金。"

這個交易平台可以讓用戶使用比特幣和三個指定法幣進行交易。這三個指定法幣分別為美金，歐元和港幣。Gatecoin在2014年的第四季度推行了這項交易平台。

## 認證
Gatecoin在2014年贏得了由Talent Unleashed頒發的中東亞地區最佳初創企業獎。這項比賽的評審包括了理查德·布蘭森和史蒂夫·沃茲尼克。由Startup Asia舉辦的一場辯論會中，Aurélien Menant和新加坡銀行的首席經濟學家 － Richard Jerram在“比特幣成為主流的可能性”這項主題上進行了辯論。這場辯論會最後的優勝者為Richard Jerram。更近期的是，Gatecoin在2015年被列入為香港20大熱門創業公司之一。

## 香港的法規
Gatecoin是香港第一家率先取得授權的金錢服務經營者。雖然香港立法會(Legislative Council of Hong Kong)宣稱並沒有必要成立和比特幣相關的法律，但是在香港境内所交易的比特幣還是必須遵從现有的法律原則。根據香港財經事務及庫務局局長，陳家強博士說道：“每一家金融機構在考慮與虛擬商品計劃或業務有關的經營者建立或維持生意關係時，應該持續嚴格遵行客戶盡職審查及備存紀錄的規定”。這個看法讓Menant得到了啟發，並且也發表了他的立場 － “在亞洲，比特幣擁有巨大的發展潛力，而香港的金融法律也是全世界數一數二的”。然而，相反地，香港政府對於比特幣的投機生意卻不斷地提出告誡。.